# 大沢内駅
大沢内駅（おおざわないえき）は、青森県北津軽郡中泊町大字大沢内にある津軽鉄道線の駅。

## 歴史
- 1930年（昭和5年）
  - 10月4日：開業。
  - 11月13日：当駅から津軽中里駅間の延伸に伴い途中駅となる。
- 1956年（昭和31年）5月11日：出改札業務委託化。[要出典]
- 1967年（昭和42年）：駅舎新築。[要出典]
- 時期不詳：交換設備廃止、無人化。[いつ?][要出典]
- 2007年（平成19年）10月25日：橋の老朽化に伴う補修工事により同年11月30日まで列車は当駅止まりとなり、津軽中里駅まで全面バス代行となる。[要出典]

## 駅構造

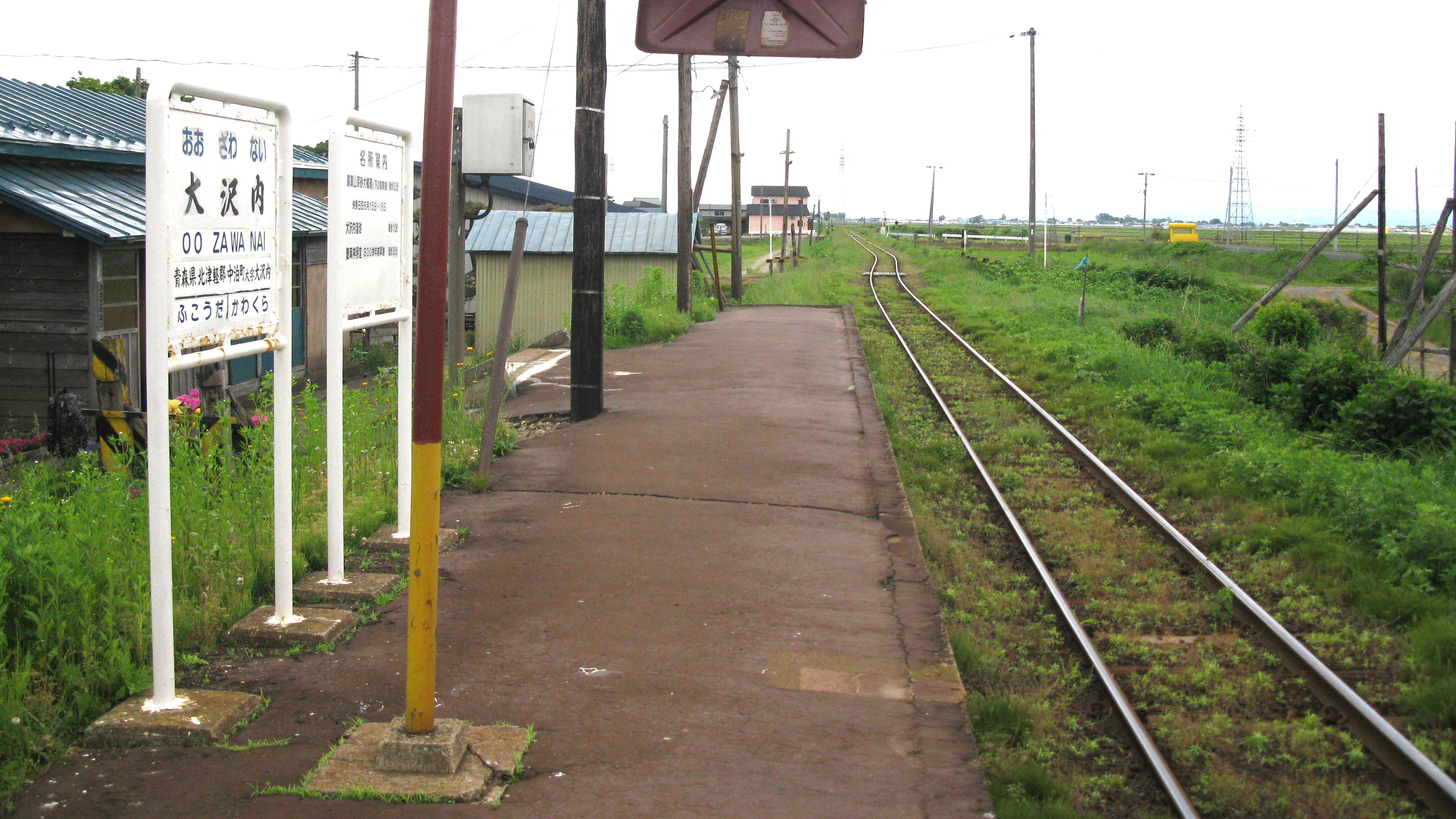
ホーム（2011年6月）

かつては列車交換が可能だったが、現在は1面1線。有人駅当時の駅舎をそのまま使用しているが、窓口の跡は塞がれている。
冬季は石炭ストーブを使用している。

## 利用状況
| 1日乗降人員推移 | 1日乗降人員推移 |
| 年度            | 1日平均人数     |
| --------------- | --------------- |
| 2011年          | 48              |
| 2012年          | 43              |
| 2013年          | 50              |
| 2014年          | 53              |
| 2015年          | 43              |

## 駅周辺
大沢内ため池があり、近年の整備により沸き壷までの散策路が設置された。
- 青森県道102号大沢内停車場線
- 青森県道183号富野大沢内停車場線

## 隣の駅
津軽鉄道
■津軽鉄道線
芦野公園駅 - *川倉駅 - 大沢内駅 - *深郷田駅 - 津軽中里駅
*一部列車は川倉駅と深郷田駅を通過する。